# Тілт-Коув
Тілт-Коув (англ. Tilt Cove) — містечко в Канаді, у провінції Ньюфаундленд і Лабрадор.

## Населення
За даними перепису 2016 року, містечко нараховувало 5 осіб. Середня густина населення становила 1,6 осіб/км².

## Клімат
Середня річна температура становить 3 °C, середня максимальна — 18,7 °C, а середня мінімальна — −14 °C. Середня річна кількість опадів — 1065 мм.
| Клімат поселення                              | Клімат поселення | Клімат поселення | Клімат поселення | Клімат поселення | Клімат поселення | Клімат поселення | Клімат поселення | Клімат поселення | Клімат поселення | Клімат поселення | Клімат поселення | Клімат поселення | Клімат поселення |
| Показник                                      | Січ.             | Лют.             | Бер.             | Квіт.            | Трав.            | Черв.            | Лип.             | Серп.            | Вер.             | Жовт.            | Лист.            | Груд.            |                  |
| Середній максимум, °C                         | −3,52            | −4,16            | 0,01             | 5,23             | 10,06            | 15,80            | 18,66            | 18,38            | 14,10            | 8,71             | 3,92             | −1,67            |                  |
| Середня температура, °C                       | −8,4             | −9,08            | −4,91            | 0,31             | 5,13             | 10,88            | 15,40            | 15,12            | 10,83            | 5,43             | 0,65             | −4,95            |                  |
| Середній мінімум, °C                          | −13,35           | −13,98           | −9,82            | −4,6             | 0,22             | 5,98             | 12,14            | 11,85            | 7,57             | 2,17             | −2,61            | −8,22            |                  |
| Норма опадів, мм                              | 92               | 83               | 74               | 70               | 80               | 96               | 80               | 108              | 91               | 105              | 93               | 93               |                  |
| Середньомісячна швидкість вітру, м/с          | 6.68             | 6.31             | 6.20             | 5.66             | 5.14             | 4.90             | 4.54             | 4.66             | 5.24             | 5.68             | 6.27             | 6.69             |                  |
| Середньомісячна сонячна радіація, кДж/м²·день | 3615             | 6609             | 10814            | 14310            | 17321            | 18916            | 18626            | 15533            | 11341            | 6667             | 3711             | 2691             |                  |
| --------------------------------------------- | ---------------- | ---------------- | ---------------- | ---------------- | ---------------- | ---------------- | ---------------- | ---------------- | ---------------- | ---------------- | ---------------- | ---------------- | ---------------- |
| Джерело:                                      |                  |                  |                  |                  |                  |                  |                  |                  |                  |                  |                  |                  |                  |